# Privatdetektiv 62
Privatdetektiv 62 (engelska: Private Detective 62) är en amerikansk långfilm från 1933 i regi av Michael Curtiz, med William Powell, Margaret Lindsay, Ruth Donnelly och Gordon Westcott i rollerna.

## Handling
Donald Free (William Powell) arbetar för den amerikanska staten i Frankrike. Han blir påkommen med att försöka stjäla hemliga dokument av den franska staten och deporteras. Publiciteten av händelsen gör att han blir avskedad från sitt jobb. Jobb är svåra att få tag på under depressionen och en dag vandrar Free in på Peerless Detective Agency, en firma för privatdetektiver som drivs av den inkompetenta Dan Hogan (Arthur Hohl). Männen startar ett partnerskap. En av Hogans kriminella kontakter driver ett kasino där societetsdamen Janet Reynolds (Margaret Lindsay) vinner för mycket pengar. Hogan ser till att Free får i uppdrag att skugga kvinnan så de kan hitta något de kan utpressa henne med. Men det ingen räknat med är att en romans ska uppstå mellan Free och Reynolds.

## Rollista
| William Powell   | – Free              |
| Margaret Lindsay | – Janet             |
| Ruth Donnelly    | – Amy               |
| Gordon Westcott  | – Bandor            |
| Arthur Hohl      | – Hogan             |
| Natalie Moorhead | – Mrs. Helen Burns  |
| James Bell       | – Whitey            |
| Hobart Cavanaugh | – Harcourt S. Burns |
| Irving Bacon     | – Taxiförare        |

## Produktion
Tidigt påtänkta titlar för filmen var Private Detective och Man Killer. Inspelningen tog 21 dagar med en budget på 260 000 dollar.